# Bataille de Kikla
Deuxième guerre civile libyenne
Batailles
- Benghazi (2014)
- Aéroport de Tripoli (en)
- Benghazi (2014–17)
- Oubari
- Kikla
- Derna (2015–16)
- Zliten
- Croissant pétrolier (janv. 2016)
- Syrte (2016)
- Croissant pétrolier (sept. 2016)
- Croissant pétrolier (2017)
- Birak (2017)
- Derna (2018–19)
- Croissant pétrolier (2018)
- Tripoli (2018)
- Fezzan
- Tripoli (2019–20)
- Syrte (2020)
- Tripolitaine orientale (2020)

La bataille de Kikla se déroule lors de la deuxième guerre civile libyenne.

## Déroulement
Le 11 octobre 2014, les brigades de Zintan attaquent les forces de Fajr Libya à Kikla. Les deux premiers jours, les combats font au moins une vingtaine de morts et des dizaines blessées selon des sources médicales.
Le 1er novembre, les brigades de Zintan reprennent l'offensive sur la ville de Kikla (en). Le 4 novembre, un médecin de Kikla déclare sur une radio locale que le bilan est de 142 morts et 518 blessés parmi les forces de Fajr Libya,. Le 24 novembre, la ville de Kikla est entièrement conquise par les brigades de Zintan.